# بلوار روتشیلد

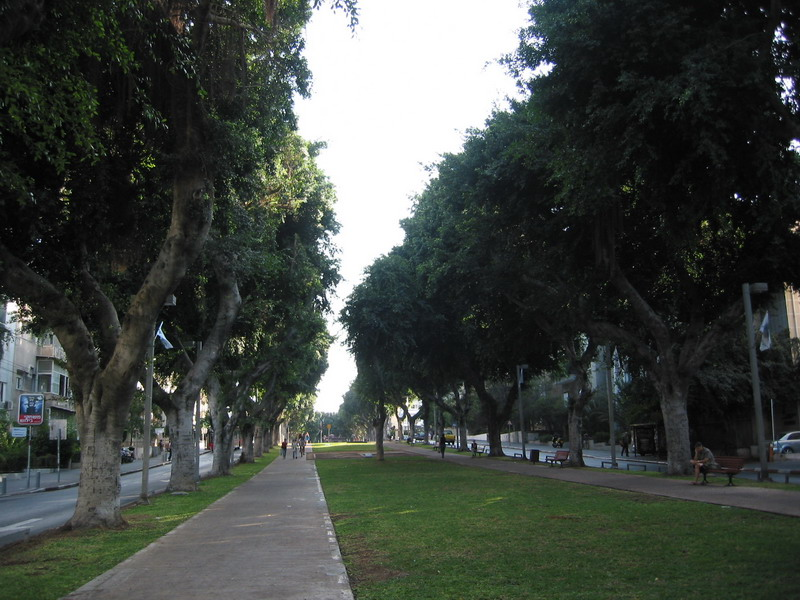
نمایی از بلوار روتشیلد.

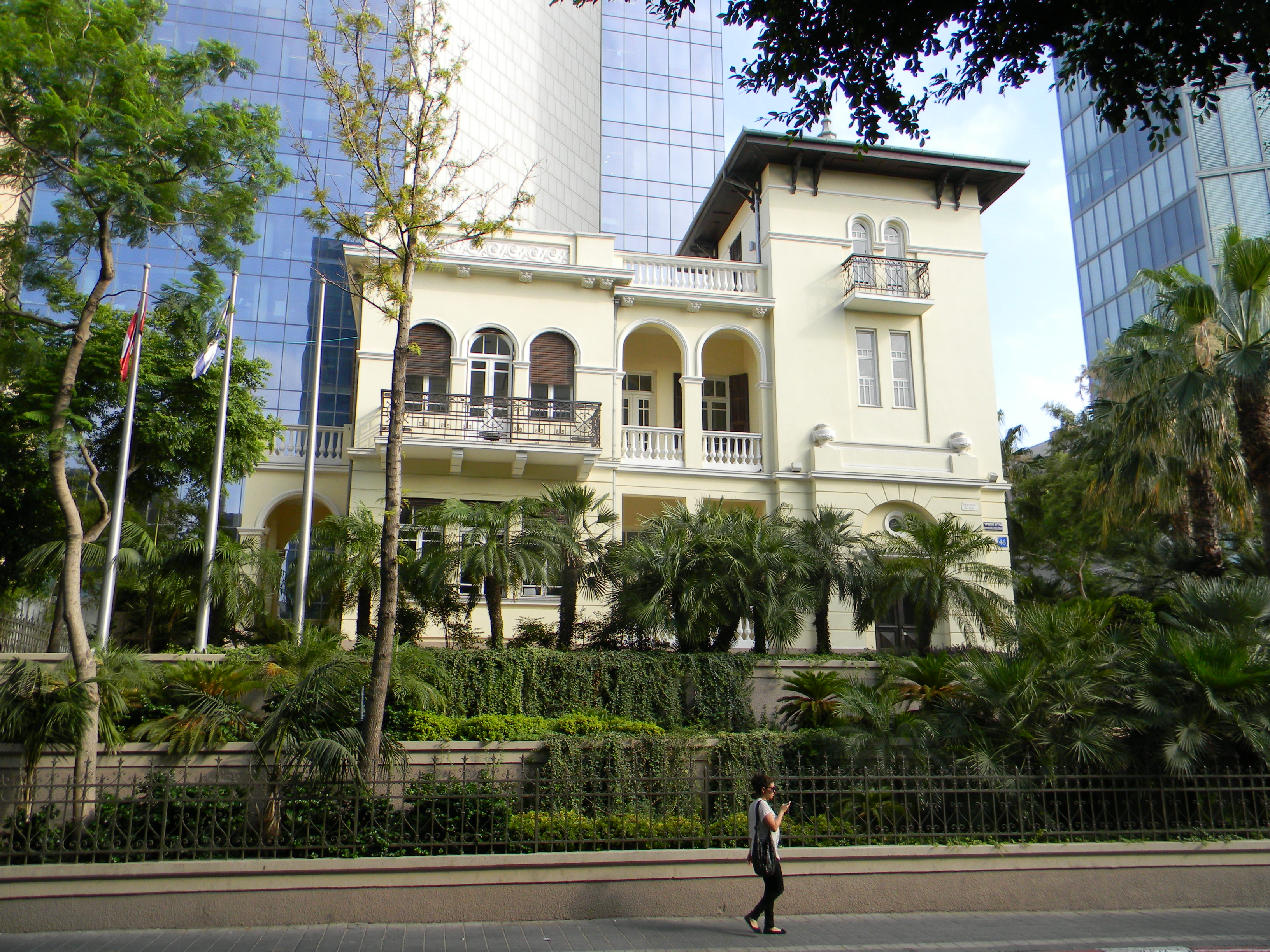
نمایی از سفارت سابق شوروی در «پلاک ۴۶، بلوار روتشیلد».

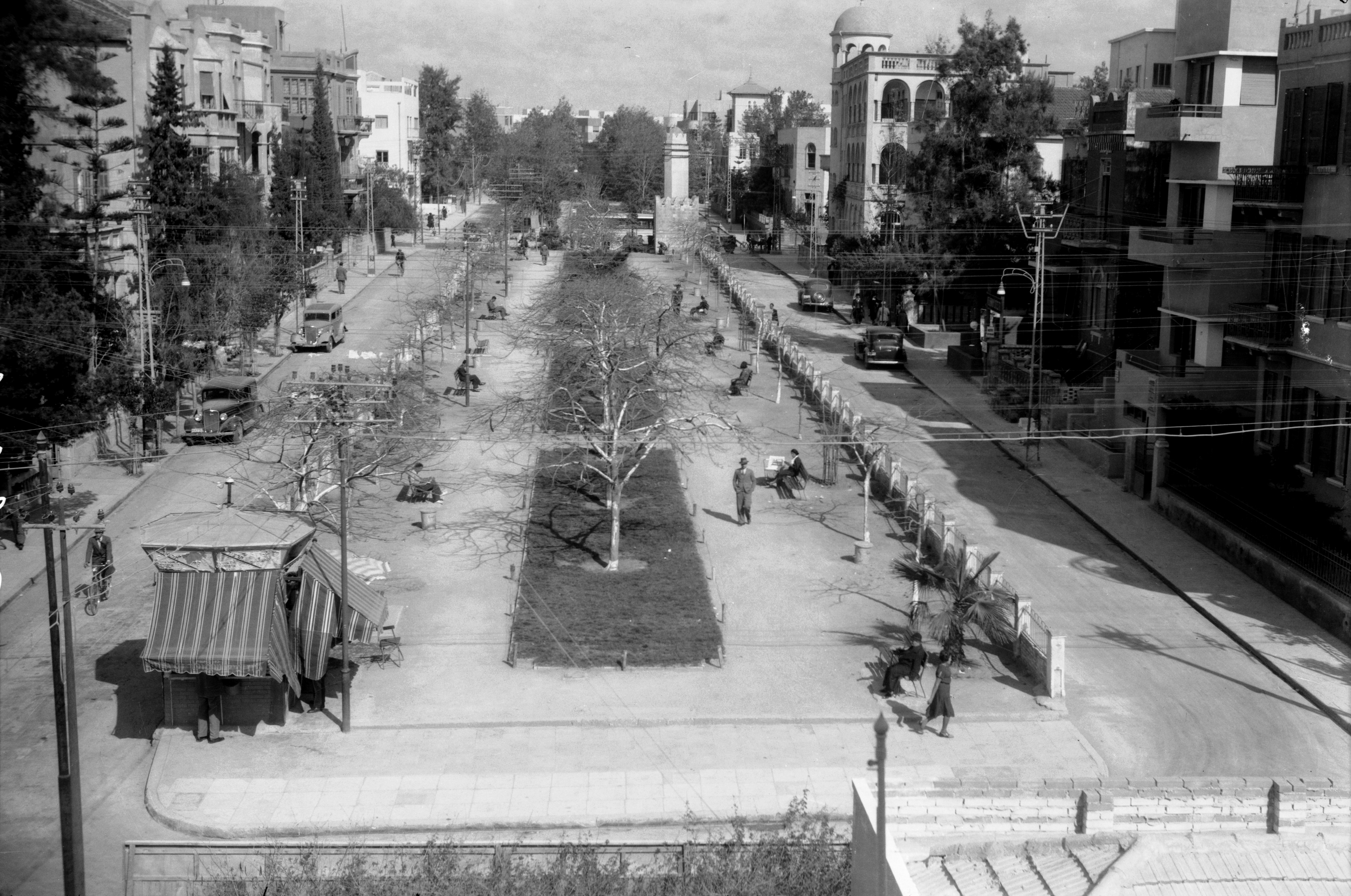
نمایی از بلوار روتشیلد در سال ۱۹۴۰ میلادی.

بلوار روتشیلد (به عبری: שדרות רוטשילד) از خیابان‌های مشهور و اعیان‌نشین کلان‌شهر تل‌آویو در کشور اسرائیل است. این بلوار در مرکز بخش تجاری شهر تل‌آویو واقع شده‌است. نوار گسترده‌ای از درختان میان دو سوی خیابان و خط مخصوص دوچرخه‌سواران و عابرین پیاده از ویژگی‌های بلوار روتشیلد است. بلوار روتشیلد از خیابان هرتسل آغاز می‌شود و تا میدان هابیما امتداد پیدا می‌کند.
بلوار روتشیلد در یکی از تاریخی‌ترین و گران‌ترین مناطق شهر تل‌آویو قرار دارد و یکی از اصلی‌ترین جاذبه‌های توریستی در شهر تل‌آویو محسوب می‌شود. بسیاری از گالری‌های هنری تل‌آویو در بلوار روتشیلد واقع شده‌اند.

## تاریخچه
این بلوار به افتخار بارون ادموند جیمز دو روتشیلد، بانک‌دار فرانسوی و از حامیان اولیه جنبش صهیونیسم، نام‌گذاری شده‌است. وی از اعضای شاخه فرانسوی خانواده روتشیلد است که در سده نوزدهم میلادی جایگاه مهمی در صنعت بانکداری و سرمایه‌داری مالی اروپا داشتند.
منشور استقلال اسرائیل در تاریخ ۱۴ مه ۱۹۴۸ میلادی، در تالار استقلال، به آدرس «پلاک ۱۶، بلوار روتشیلد» به امضا رسید. بسیاری از ساختمان‌های تاریخی ساخته‌شده در بلوار روتشیلد به سبک باوهاوس یا سبک بین‌المللی ساخته شده‌اند.